# Paloma
|  | Per a altres significats, vegeu «La Paloma». |

L'apagallums (Macrolepiota procera), és un bolet comestible de l'ordre dels agaricals (Agaricales). El nom científic prové del grec macro: gran; lepiota, lepís: esquama, otós: orella ("gran orella esquamosa"); del llatí procera, procerus: alt, esvelt. És molt bon comestible, apte per fer a la brasa o arrebossat; cal, però, rebutjar-ne el peu per ser massa dur i fibrós. Quan el barret encara està tancat, es pot farcir de carn i es pot fer al forn, amb mantega i formatge ratllat.
És un bolet molt vistós i fàcil de reconèixer; creix en tota mena de boscos, més abundant en llocs oberts, als marges dels boscos, als prats (en especial sobre terreny silici). És molt comú i es pot trobar en grups nombrosos a finals d'estiu i tardor.

## Noms comuns
També anomenat cogomella, paloma, bolet del frare, cama-seques, capell del senyor, coloma, cogombre, farinosa, maneta, pamperol, pampinella o pimpinella (farinosa), paraigua o paraigües, pentinella ronyosa, pota d'ase i senyal d'alzina.

## Morfologia[calcitació]
És el més gran bolet de làmines. Tot i que les mides normals són 10-30 cm d'alçària i 10-25 cm de diàmetre barret, pot assolir mides espectaculars de 40 cm d'alçària i 35 cm de barret.
De jove, el barret és esfèric o ovoide. En créixer, s'obre i s'aplana, podent assolir formes molt variades des d'aplanat deprimit fins a lleugerament umbonat. La cutícula, que inicialment és llisa, aviat s'esquinça formant grans esquames cotonoses de color bru fosc tirant a vermellós, fàcilment separables, sobre un fons molt fibril·lós de color gris-crema, al centre és més fosc i menys esquamós.
Les làmines més pàl·lides, de color blanc-crema, són amples i atapeïdes i no arriben a tocar el peu i soldades a un collar. El peu, del mateix color que el capell, és separable i està proveït d'un anell doble que es pot fer córrer amunt i avall. La carn, tova i blanquinosa al barret i molt fibrosa al peu, d'olor suau i fruitada, té un gust semblant al de les avellanes.

## Perill de confusió[calcitació]
Es pot confondre amb alguns bolets mortals, com ara Lepiota helveola i Lepiota brunneoincarnata, molt més petites. Per això, per evitar confusions, cal rebutjar totes les lepiotes de mida petita. A part de la mida, Lepiota helveola és fàcil d'identificar perquè la seva carn es torna rogenca en trencar-la. Provoca intoxicacions mortals semblants a la farinera borda.

## Galeria

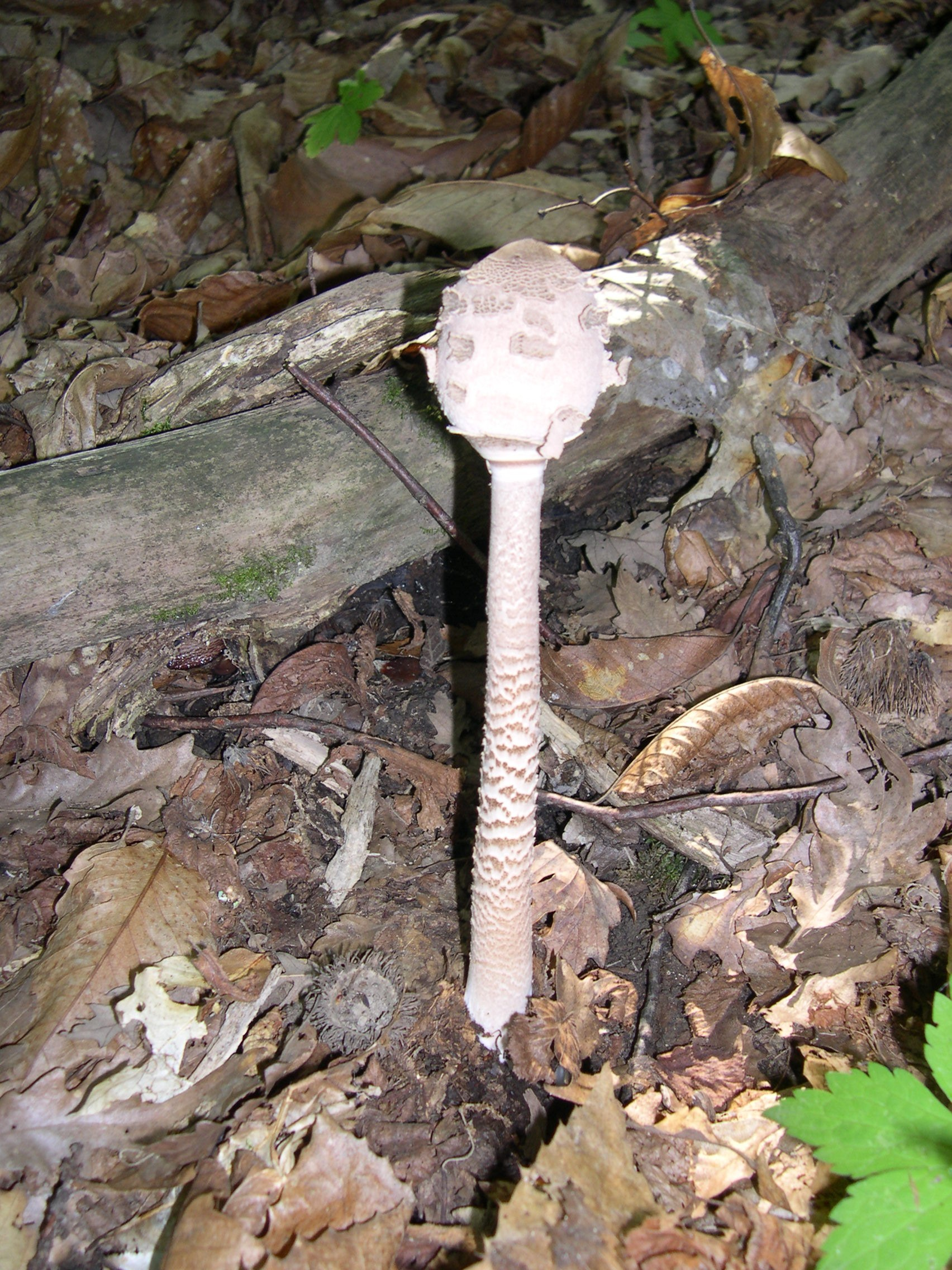
Exemplar jove
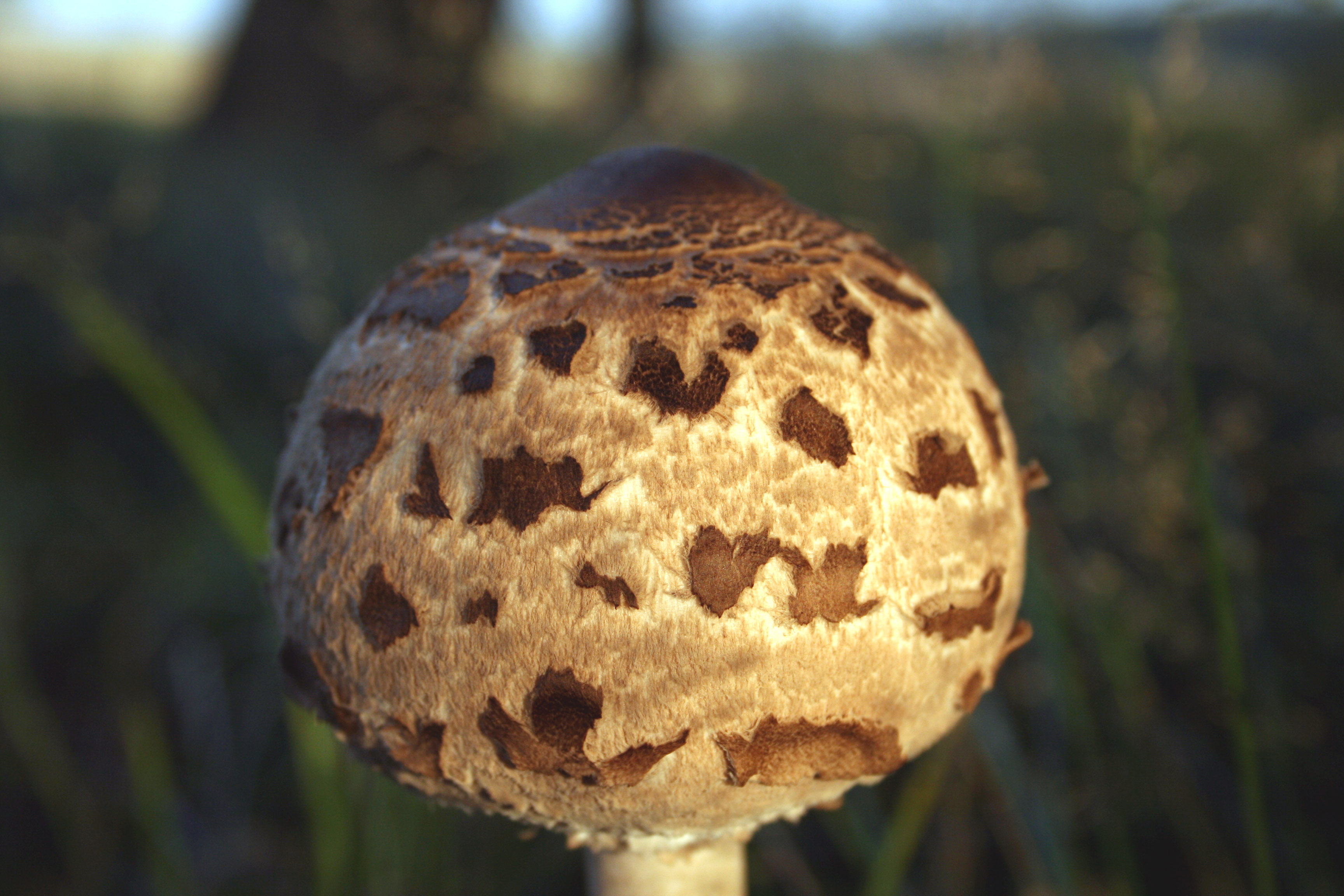
Abans d'esclatar
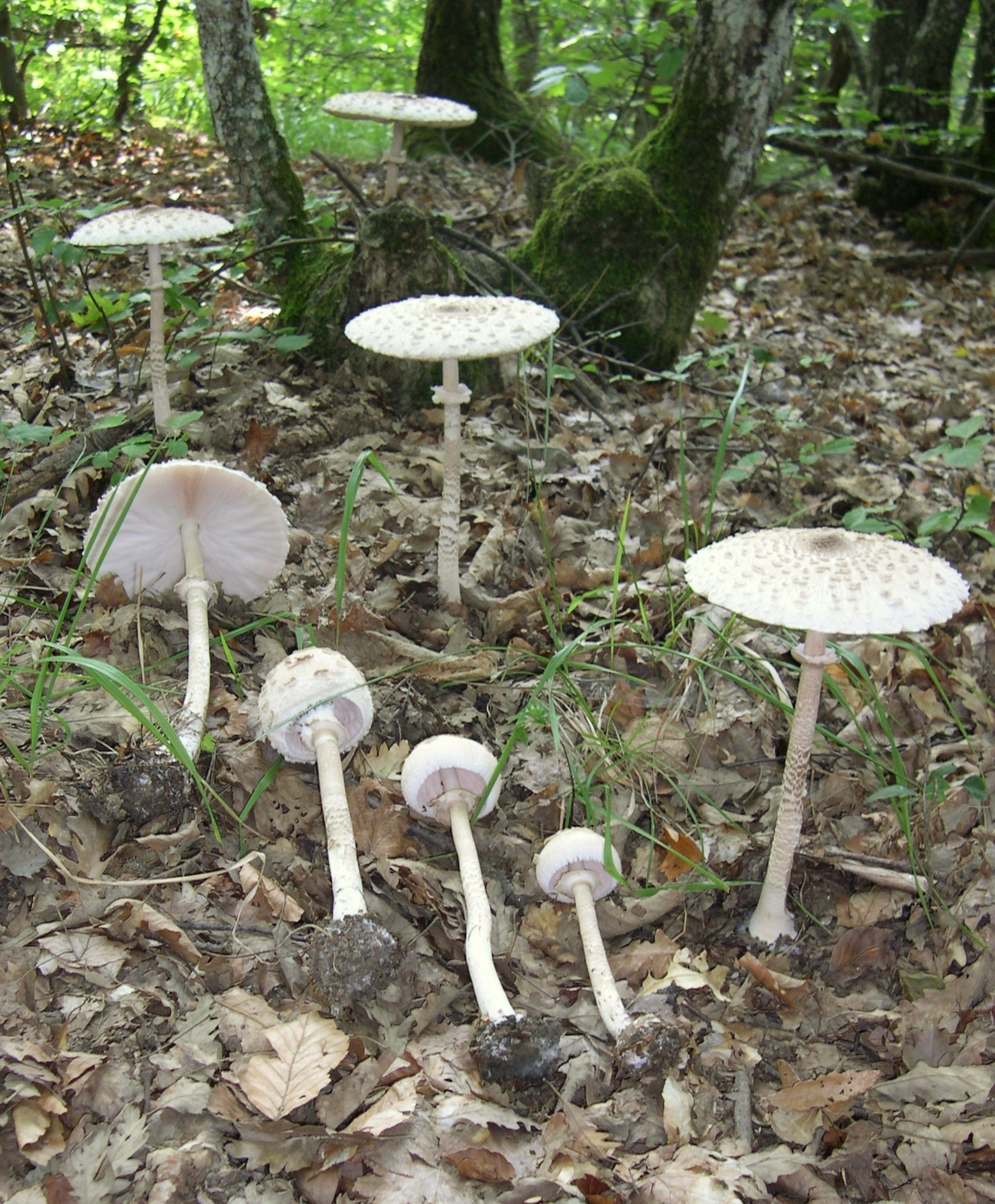
Un grup de diverses mides
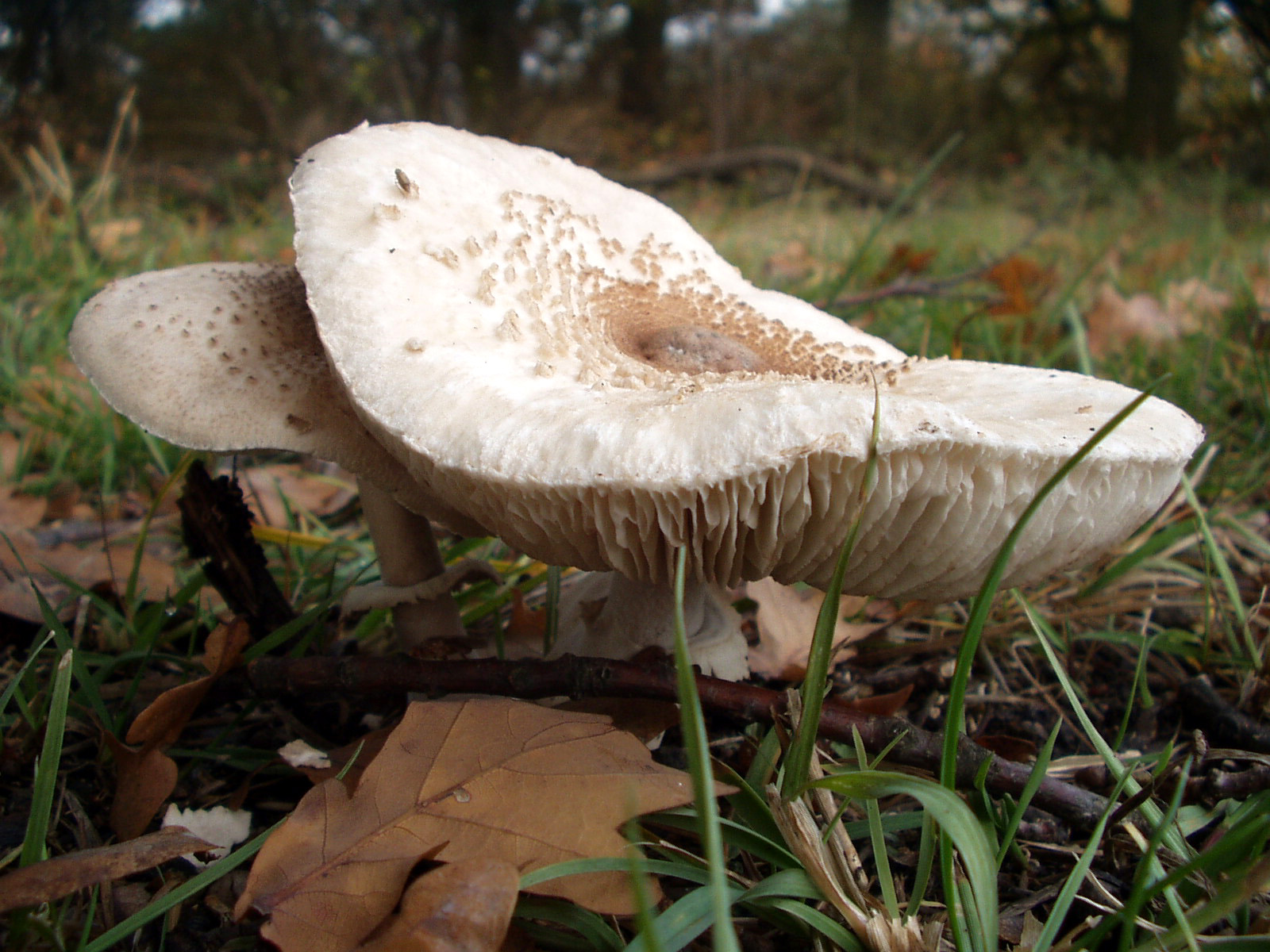
La mida ideal
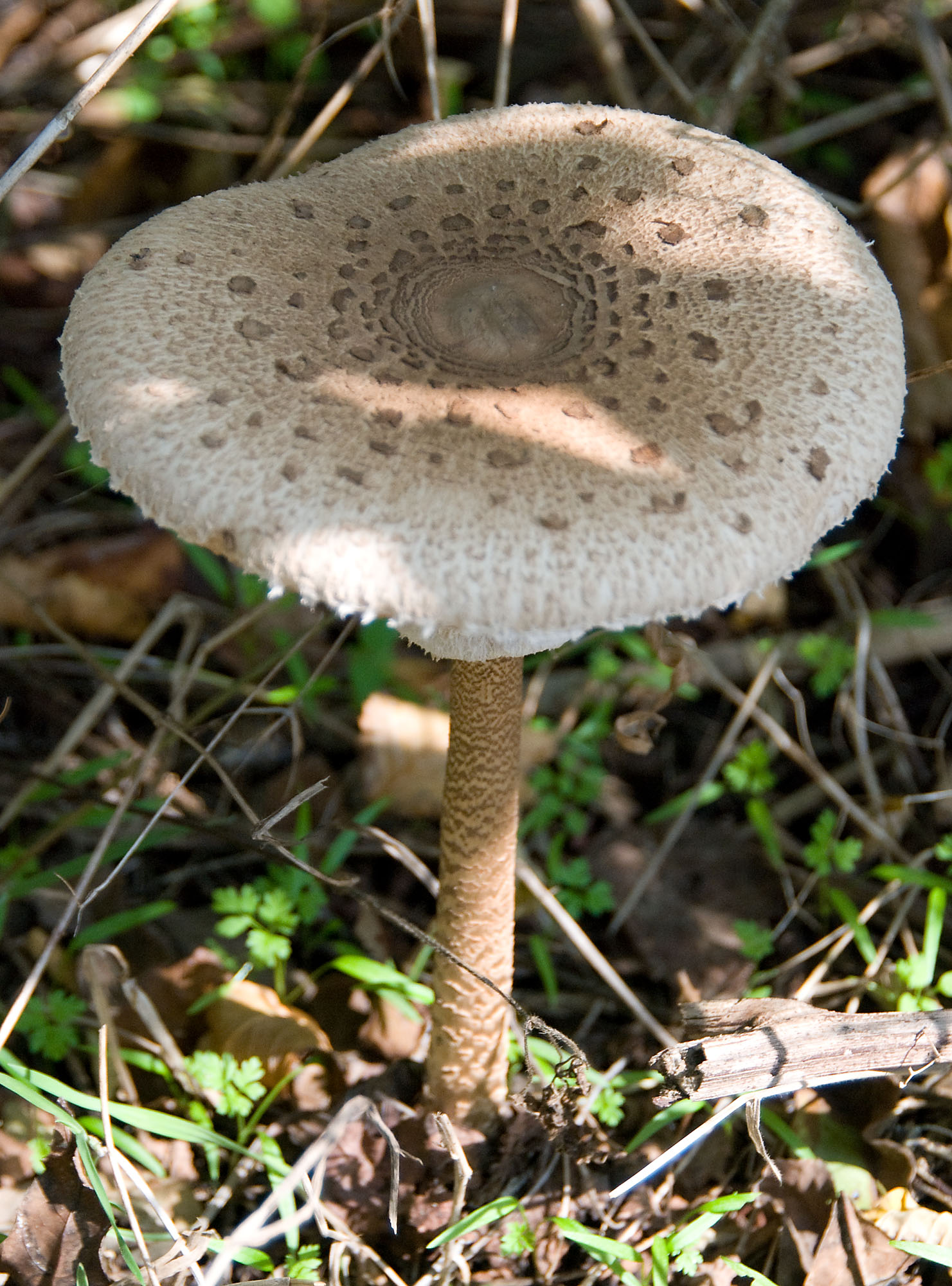
Amb el barret obert
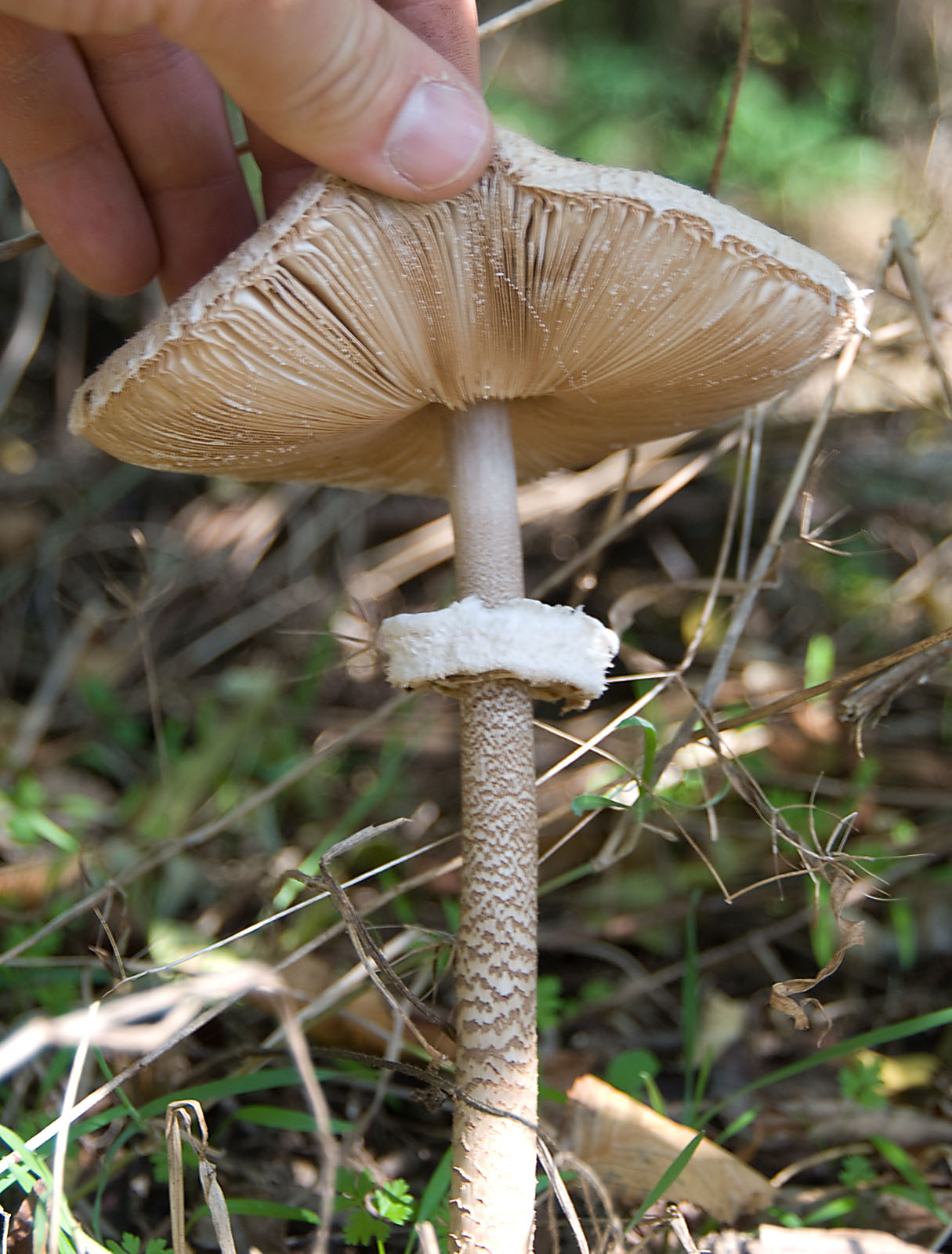
Les làmines i l'anell
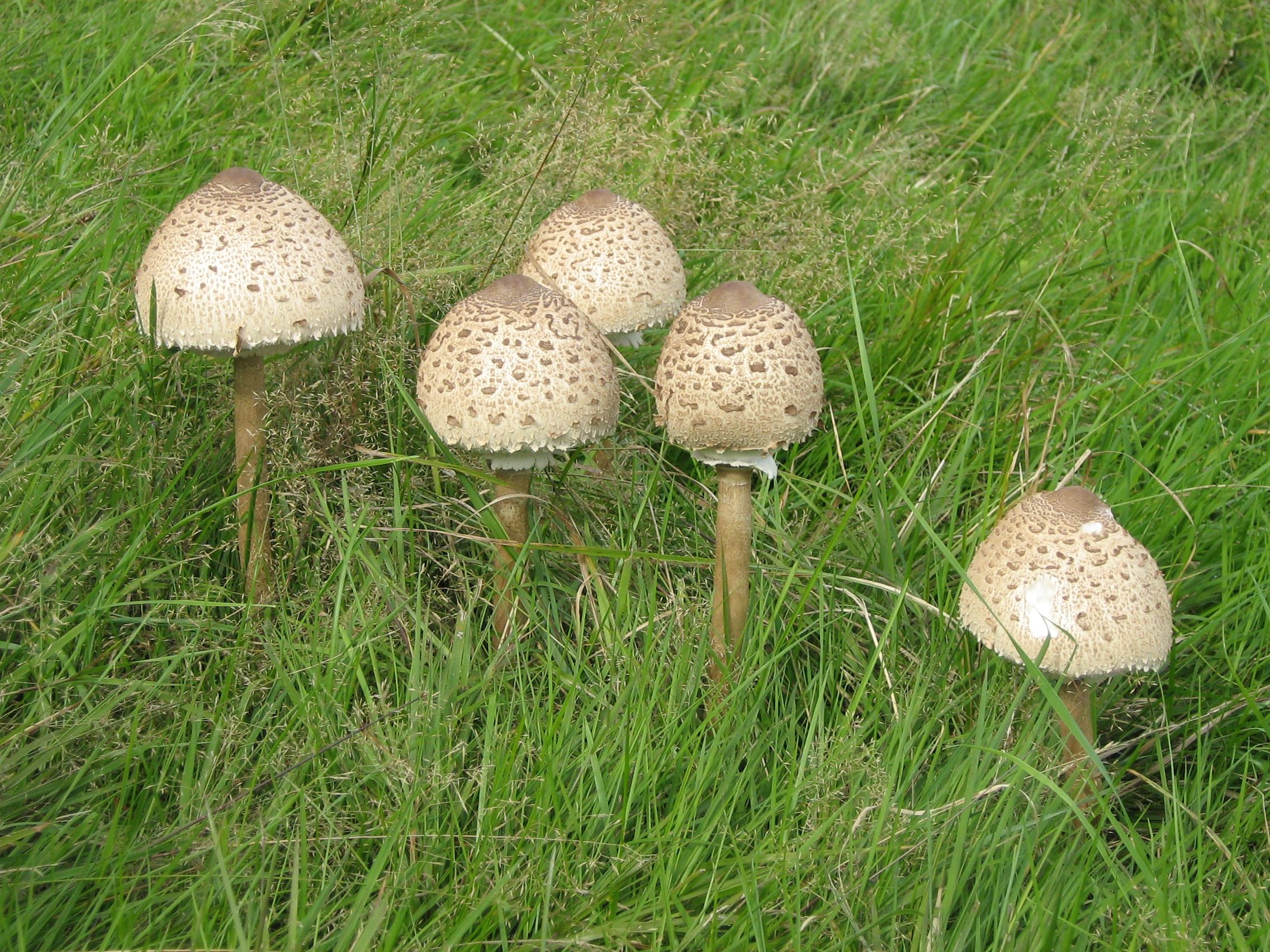
Grup amb el barret sense acabar d'obrir
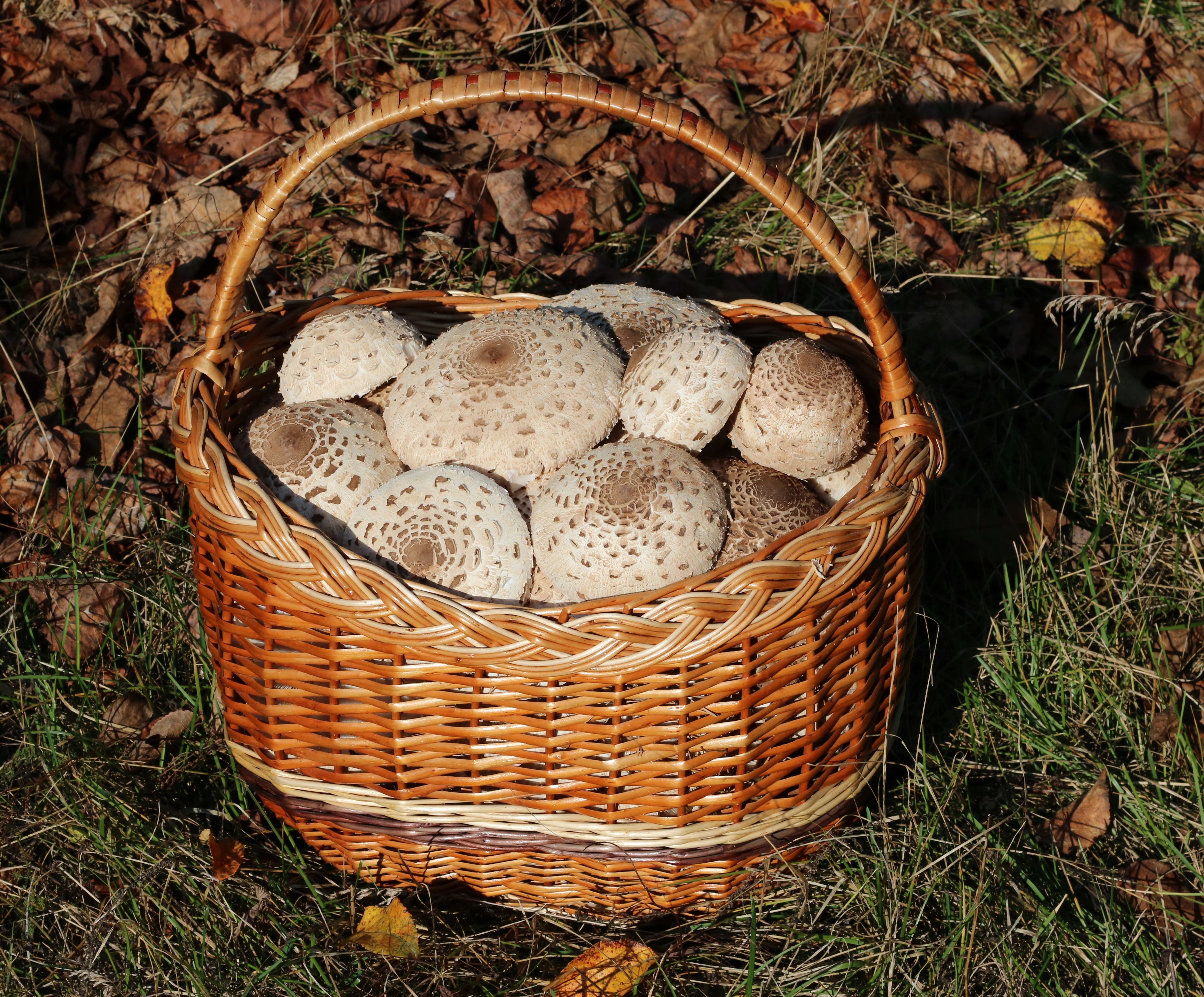
Cistell ple d'apagallums
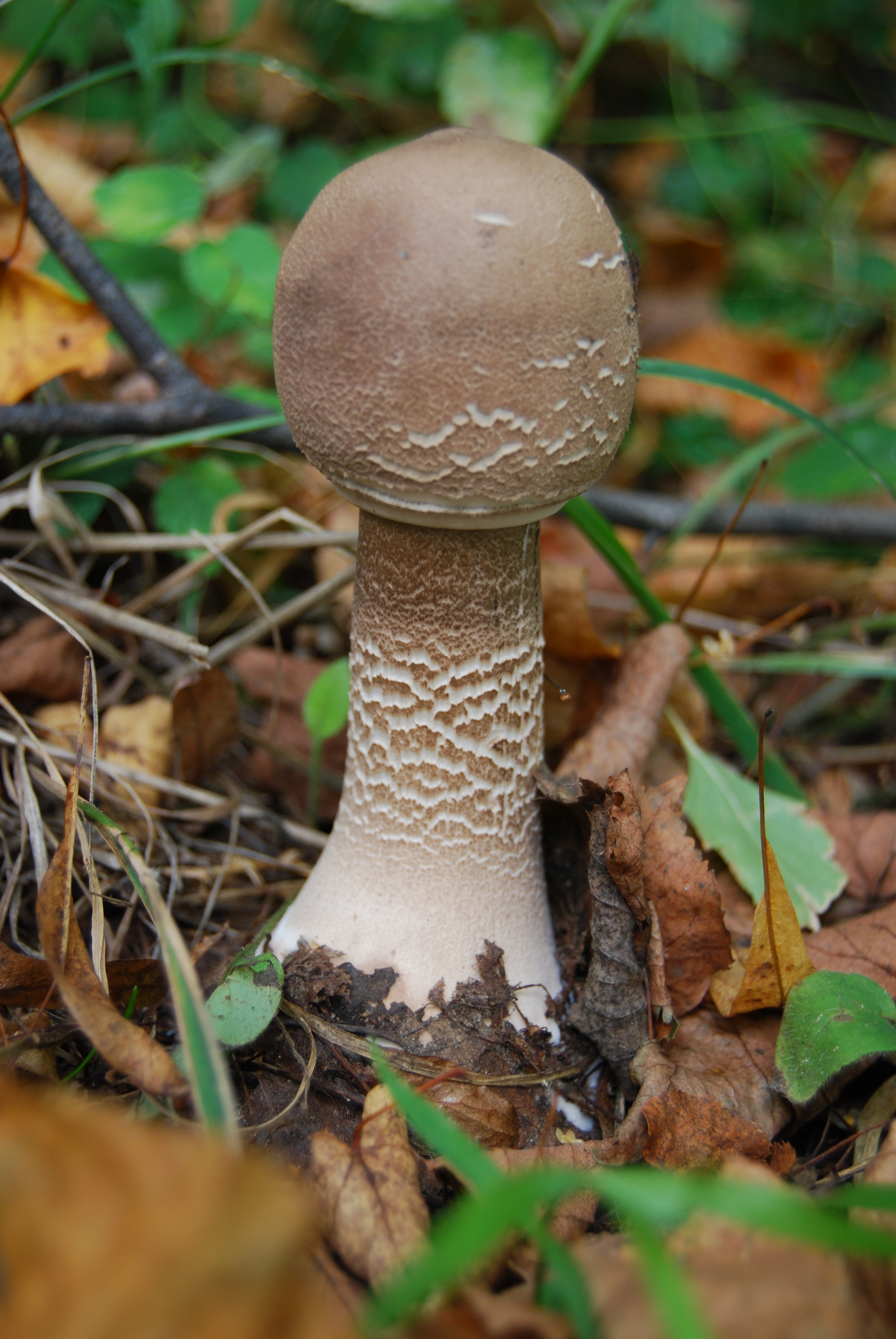
Exemplar jove
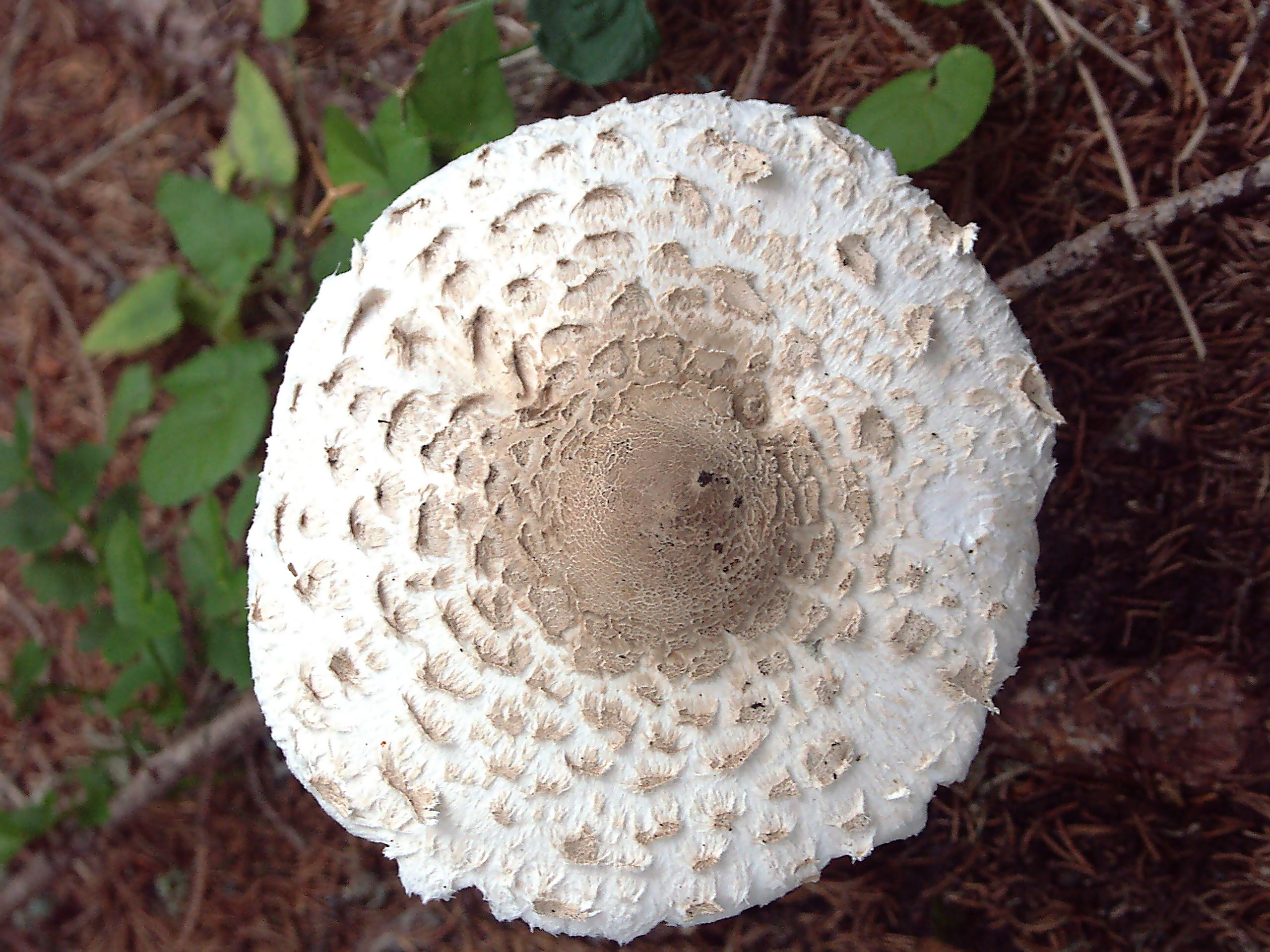
Vista des de dalt
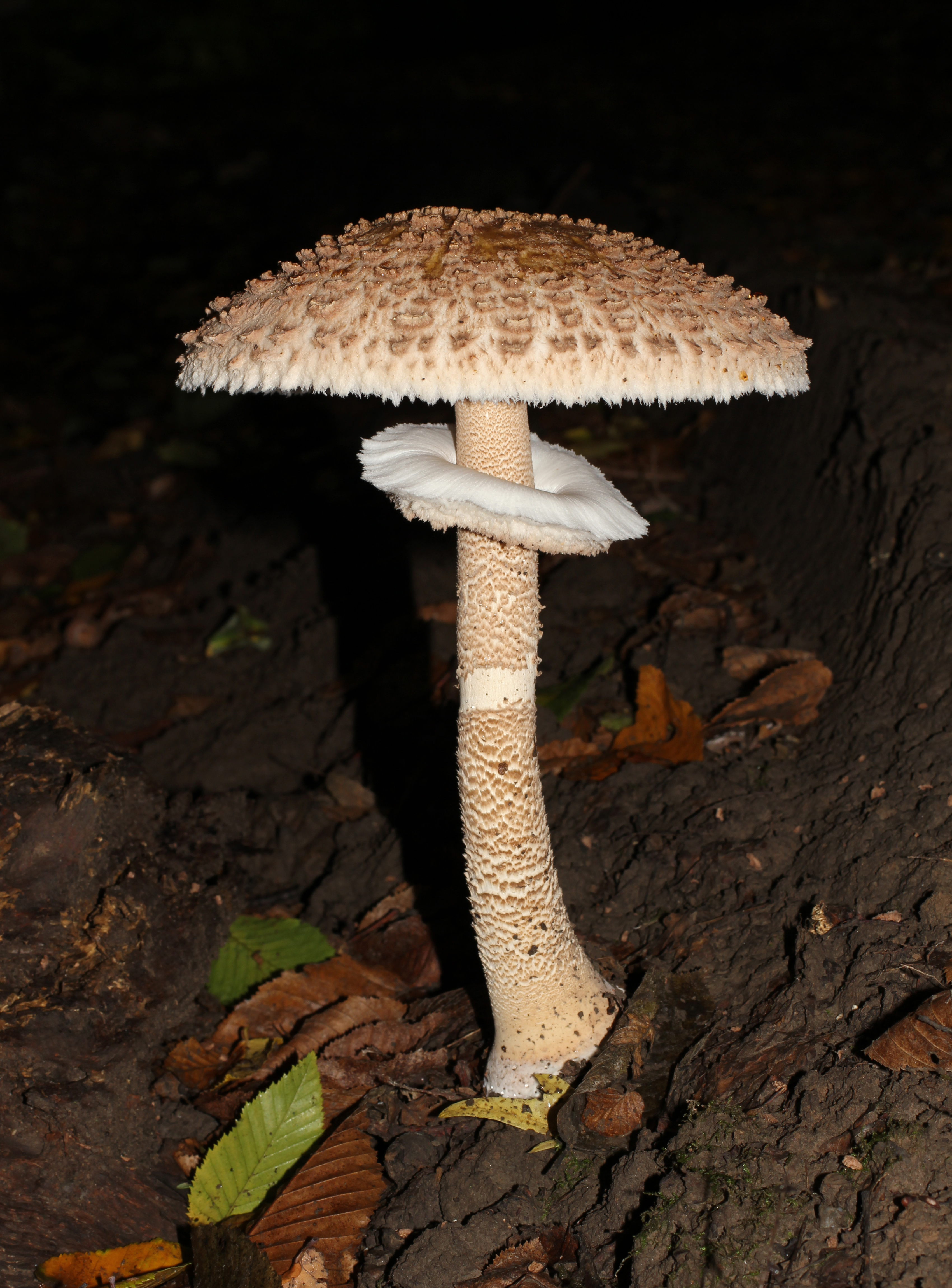
Perspectiva lateral